# Margriet Zegers

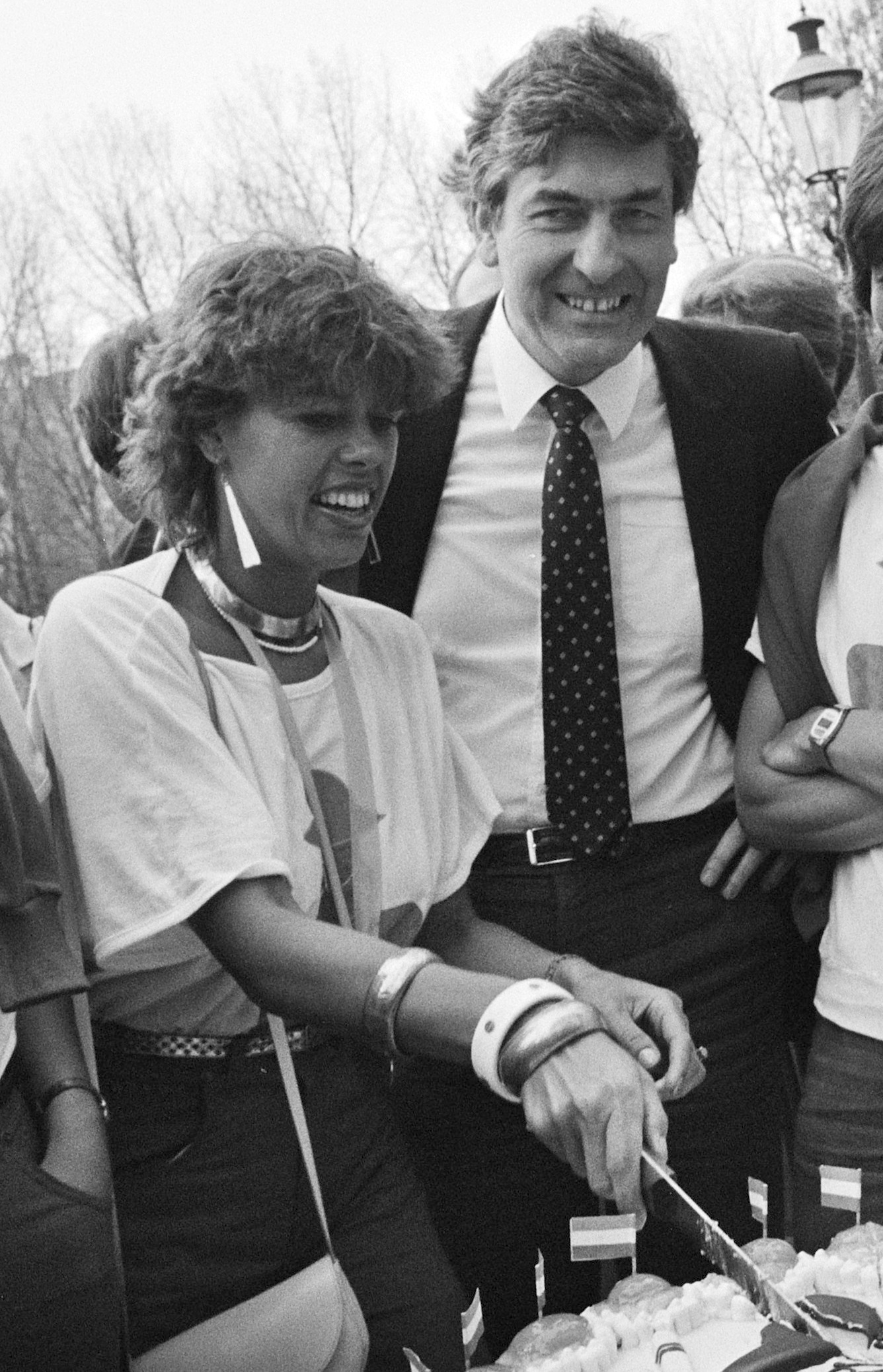
Margriet Zegers schneidet 1983 eine Torte an und Ruud Lubbers darf probieren.

Inge Margriet Zegers (* 29. April 1954 in Heerenveen) ist eine ehemalige niederländische Hockeyspielerin. Sie gewann mit der niederländischen Nationalmannschaft die olympische Goldmedaille 1984 und war Weltmeisterin 1983.

## Sportliche Karriere
Margriet Zegers spielte für den Amsterdamsche Hockey & Bandy Club, mit dem sie mehrfach niederländische Meisterin war. Von 1980 bis 1984 trat sie in 55 Länderspielen für die niederländische Nationalmannschaft an.
Bei der Weltmeisterschaft 1981 unterlagen die Niederländerinnen im Finale von Buenos Aires der deutschen Mannschaft im Siebenmeterschießen. Zwei Jahre später gewannen die Niederländerinnen den Titel bei der Weltmeisterschaft 1983 in Kuala Lumpur mit einem 4:2-Sieg über Kanada.
Im Mai 1984 fand in Lille die erste Europameisterschaft der Damen statt. Die Niederlande unterlagen in der Vorrunde der Mannschaft aus der Sowjetunion mit 2:3. Im Finale trafen die beiden Teams wieder aufeinander und diesmal gewannen die Niederländerinnen mit 2:0. Die Mannschaft aus der Sowjetunion war bei den Olympischen Spielen 1984 in Los Angeles wegen des Olympiaboykotts nicht am Start. Insgesamt nahmen sechs Mannschaften teil, darunter aus Europa nur die Europameisterinnen aus den Niederlanden und die Europameisterschaftsdritten aus Deutschland. Die Niederländerinnen gewannen vier Spiele und spielten gegen Kanada unentschieden. Damit erhielten sie die Goldmedaille vor den Deutschen.
Margriet Zegers ist verheiratet mit dem ehemaligen Olympiateilnehmer im Freestyle-Skifahren Michiel de Ruiter.